# Квартин
Тит (Квартин) (лат. Titus (Quartinus)) — римский император-узурпатор в 235 году.
После гибели императора Александра Севера и восхождения на престол Максимина I Фракийца, группа осроенских лучников провозгласила императором Квартина, бывшего проконсула и друга Александра Севера, якобы против его собственной воли. Лучниками предводительствовал трибун Македон и они утверждали, что хотят отомстить за смерть Александра. Сам Кварин был отправлен в отставку при Максимине. Но позже Македон или его солдаты предал Квартина, убив его в палатке, а голову преподнесли Максимину. Однако Максимин приказал казнить Македона.
История Квартина была записана историком Геродианом. Никакой другой независимый источник не упоминает о нём и поэтому некоторые ученые считают личность Квартина выдуманной. «История Августов» называет Квартина Титом.